# National Studenter Aktion
National Studenter Aktion var en nationalsocialistisk studenterorganisation, der løsrev sig fra DNSAP i 1938, og forblev uafhængig til trods for en nær tilknytning til både DNSAP, den danske afdeling af Germanische Leitstelle og Nordische Geschellschaft. Organisation  bestod til krigens slutning og blev aldrig formelt opløst. Dets mest kendte anfører var Erik Spleth (1916-1943), der begyndte at lede organisationen under sine juridiske studier ved Københavns Universitet i 1940. National Studenter Aktion havde kontorer i Studiestræde 13A.